# Анастасово (Чувашия)
Анаста́сово (чув. Анастасово) — село в составе Порецкого района Чувашской Республики России. Административный центр Анастасовского сельского поселения.

## География
Находится на берегу реки Мени.

## История
До революции относилось к Курмышскому уезду Симбирской губернии.
Известно, что во второй половине XVIII века Анастасово принадлежало помещику Панову. До настоящего времени сохранились дома, построенные семьёй Пановых: один из домов — старый спортзал, до сих пор стоящий у здания школы.
Первый каменный храм был построен в 1760 году Алексеем Ниловичем Пановым и освящён в честь Казанской иконы Божией Матери. Спустя 55 лет, в 1815 году в честь победы над Наполеоном в Отечественной войне наследники А. Н. Панова воздвигли на этом погосте второй, ещё более величественный храм с колокольней, каменный, но холодный — Никольский. В 1930-х годах храмы были закрыты. Последний настоятель протоиерей Димитрий Воскресенский был арестован и умер в заключении. Ныне он прославлен в лике священномученика. В 1990 году сохранившийся Никольский храм вернули верующим; в 1993 году он был освящён.
Анастасово знаменито тем, что по селу прошли отряды Емельяна Пугачёва. До сих пор сохранилось предание, что Пугачёв зарыл в Анастасовской роще оружие и заезжал в село Анастасово, где вызвал на кулачный бой мужиков, собравшихся на сходку.

## Известные люди
В селе родился историк-славист, славянофил Василий Алексеевич Панов.
В сельской школе учился Ксенофонтов, Алексей Владимирович — Герой Российской Федерации, родившийся в соседней деревне Коровино в 1985 году.